# Gare de Loreux
Gare de Loreux vasútállomás Franciaországban, Loreux településen.

## Vasútvonalak
Az állomást az alábbi vasútvonalak érintik:
- Le Blanc–Argent-sur-Sauldre-vasútvonal

## Kapcsolódó állomások
A vasútállomáshoz az alábbi állomások vannak a legközelebb:
- Gare de Villeherviers
- Gare de Selles-Saint-Denis